# Pyroraptor
Pyroraptor ("Eldrövare"), släkte med fågelliknande dinosaurier påträffade i Trets, södra Frankrike. Pyroraptor tros ha varit en Dromaeosaurid, och nära släkt med den välkända Velociraptor. Pyrorapyor tros ha levt under senare delen av krita för cirka 75 milj. år sedan. Släktet är känt från ett enda fossilt exemplar bestående av ett par tänder, ett par kotor, ett strålben, ben från handen, och en klo från ena foten. Namnet på typarten Pyroraptor olympius är en sammansättning av grekiskans Pyro ("Eld"), latinets Raptor ("Rövare"/"Tjuv"), som kommer av att man hittade de första fossilen efter en och skogsbrand. Artnamnet Olympius syftar på att fossilen hittades i närheten av det franska berget Mont Olympe.

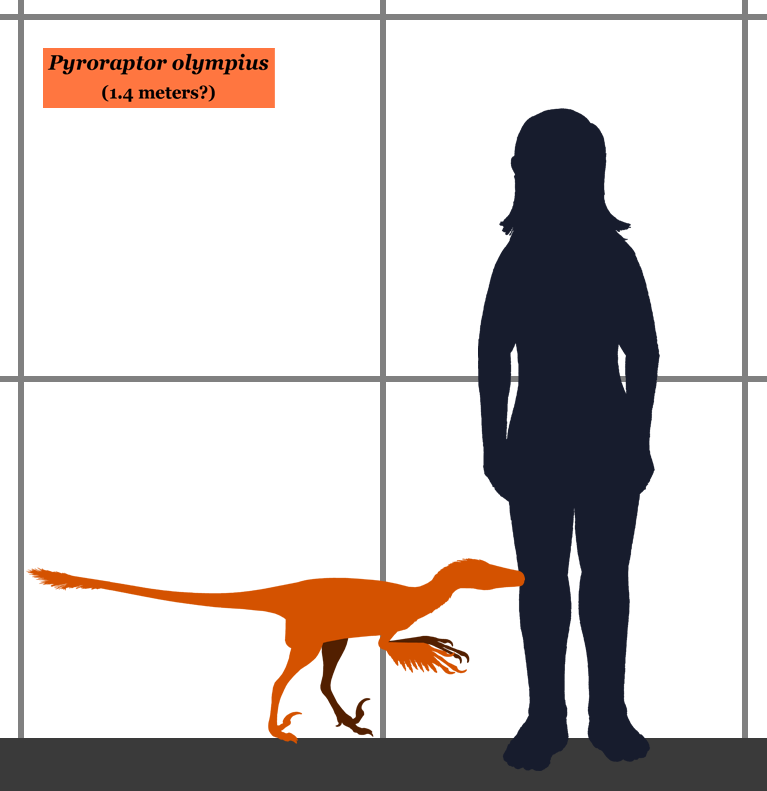
Beräknad storlek hos Pyroraptor.

Det har diskuterats bland forskare om Pyroraptor skulle kunna vara samma djur som den närbesläktade Variraptor. De fossil man tillskrivit de båda släkten uppvisar inga särskiljande drag från varandra, men för tillfället verkar det ändock möjligt att de båda representerar skilda släkten.
Pyroraptor har skildrats i ett avsnitt av Discovery Channels TV-serie Dinosaur Planet, som följer Pyroraptor-hannen "Pod" när han färdas över det dåtida Europa, och hamnar på en ö bebodd av dvärgformer av de dinosaurier som han alltid levt sida vid sida med.

## Beskrivning

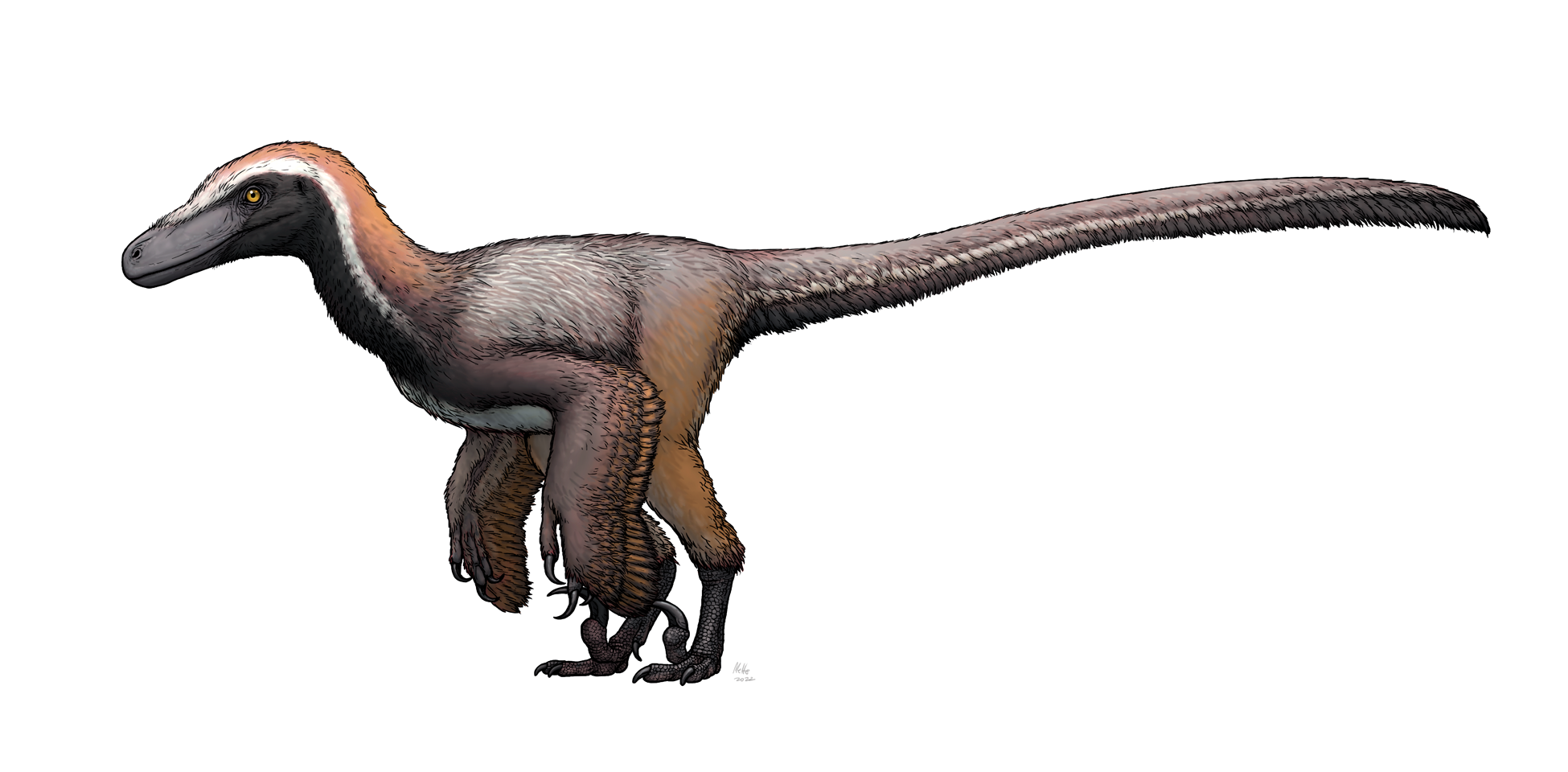
Teckning av Pyroraptor.

Pyroraptor var av allt att döma en ganska liten dinosaurie. I likhet mad andra Dromaeosaurider gick den troligen uteslutande på bakbenen, och balanserade kroppen med en lång, smal svans. Typiskt för Dromaeosaurider var den andra tån på vardera foten uppfällbar, och var försedd med en extra krökt klo, som tros ha kunnat fungera som vapen, eller för att klättra på trädstammar. Det har spekulerats att Pyroraptor skulle ha haft fjädrar, då bevis för detta har påträffats hos några av dess nära släktingar.